# Orrmelléküregek

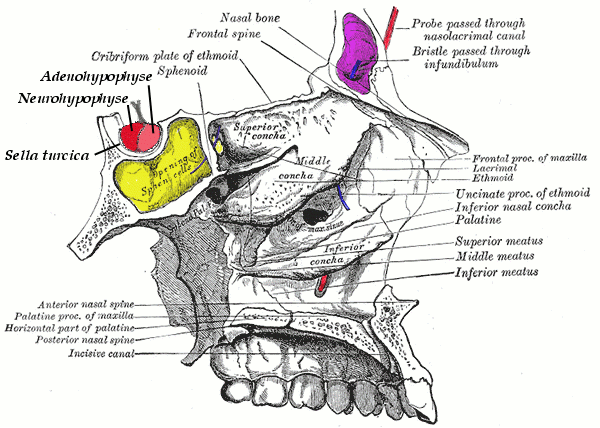

Az orrmelléküregek (Sinus paranasales) levegőtartalmú terek a koponyacsontokon, illetve az arccsontokon belül, melyek kapcsolatban állnak az orrüreggel, és nyálkahártyájuk megegyezik az orrüreg nyálkahártyájával.
Az emlősökben  hatféle orrmelléküreg található:
- arcüreg (Sinus maxillaris)
- homloküreg (Sinus frontalis)
- ékcsonti üreg (Sinus sphenoidalis)
- rostasejtek (Cellulae ethmoidales)
- könnycsontüreg (Sinus lacrimalis)
- szájpadláscsonti üreg (Sinus palatinus)

Emberben csak az első négy melléküreg található meg.
Arcüreg (sinus maxillaris, Highmore-üreg): az orrüregben található félhold alakú nyílás (hiatus semilunaris) útján közlekedik az orrüreg középső járatával (meatus nasii medius).
Homloküreg (sinus frontalis): az os frontale pikkelyében található, általában páros, de aszimmetrikus üreg. Egy tölcsér (infundibulum) útján nyílik a hiatus semilunaris elülső részébe.
Ékcsonti üreg (sinus sphenoidalis): az ékcsont (os sphenoidale) testében elhelyezkedő páros üreg.
Rostasejtek (cellulae ethmoidales): a rostacsont (os ethmoidale) labirintusa, ami szintén a hiatus semilunarissal közlekedve az orrüregbe nyilik.
Ha a hiatus semilunaris nyálkahártyája gyulladás (sinusitis) következtében beduzzad, az arcüregek elzáródnak. A bennük termelődő folyadék felhalmozódik, és kórokozók szaporodhatnak el bennük.